# State Parks in Texas
Dies ist die Liste der State Parks im US-Bundesstaat Texas. Die State Parks werden vom Texas Parks and Wildlife Department (TPWD) betrieben.

## Alphabetische Auflistung
- Abilene State Park
- Atlanta State Park
- Balmorhea State Park
- Barton Warnock Visitor Center
- Bastrop State Park
- Battleship Texas State Historic Site
- Bentsen-Rio Grande Valley State Park
- Big Bend Ranch State Park
- Big Spring State Park
- Blanco State Park
- Bonham State Park
- Brazos Bend State Park
- Buescher State Park
- Caddo Lake State Park
- Caprock Canyons State Park and Trailway
- Cedar Hill State Park
- Choke Canyon State Park
- Cleburne State Park
- Colorado Bend State Park
- Cooper Lake State Park
- Copper Breaks State Park
- Daingerfield State Park
- Davis Mountains State Park
- Devils River State Natural Area
- Devil’s Sinkhole State Natural Area
- Dinosaur Valley State Park
- Eisenhower State Park
- Enchanted Rock State Natural Area
- Estero Llano Grande State Park
- Fairfield Lake State Park
- Falcon State Park
- Fanthorp Inn State Historic Site
- Fort Boggy State Park
- Fort Leaton State Historic Site
- Fort Parker State Park
- Fort Richardson State Park and Historic Site
- Franklin Mountains State Park
- Galveston Island State Park
- Garner State Park
- Goliad State Park and Historic Site
- Goose Island State Park
- Government Canyon State Natural Area
- Guadalupe River State Park
- Hill Country State Natural Area
- Honey Creek State Natural Area
- Hueco Tanks State Park and Historic Site
- Huntsville State Park
- Indian Lodge
- Inks Lake State Park
- Kickapoo Cavern State Park
- Kreische Brewery State Historic Site
- Lake Arrowhead State Park
- Lake Bob Sandlin State Park
- Lake Brownwood State Park
- Lake Casa Blanca International State Park
- Lake Colorado City State Park
- Lake Corpus Christi State Park
- Lake Livingston State Park
- Lake Mineral Wells State Park and Trailway
- Lake Somerville State Park and Trailway
- Lake Tawakoni State Park
- Lake Whitney State Park
- Lipantitlan State Historic Site
- Lockhart State Park
- Longhorn Cavern State Park
- Lost Maples State Natural Area
- Lyndon B. Johnson State Park and Historic Site
- Martin Creek Lake State Park
- Martin Dies, Jr. State Park
- McKinney Falls State Park
- Meridian State Park
- Mission Rosario State Historic Site
- Mission Tejas State Park
- Monahans Sandhills State Park
- Monument Hill State Historic Site
- Mother Neff State Park
- Mustang Island State Park
- Old Tunnel State Park
- Palmetto State Park
- Palo Duro Canyon State Park
- Pedernales Falls State Park
- Port Isabel Lighthouse State Historic Site
- Possum Kingdom State Park
- Purtis Creek State Park
- Ray Roberts Lake State Park
- Resaca de la Palma State Park
- San Angelo State Park
- San Jacinto Battleground State Historic Site
- Sea Rim State Park
- Seminole Canyon State Park and Historic Site
- Sheldon Lake State Park
- South Llano River State Park
- Stephen F. Austin State Park
- Tyler State Park
- Village Creek State Park
- Walter Umphrey State Park
- Washington-on-the-Brazos State Historic Site
- Wyler Aerial Tramway
- Zaragosa Birthplace State Historic Site

## Galerie

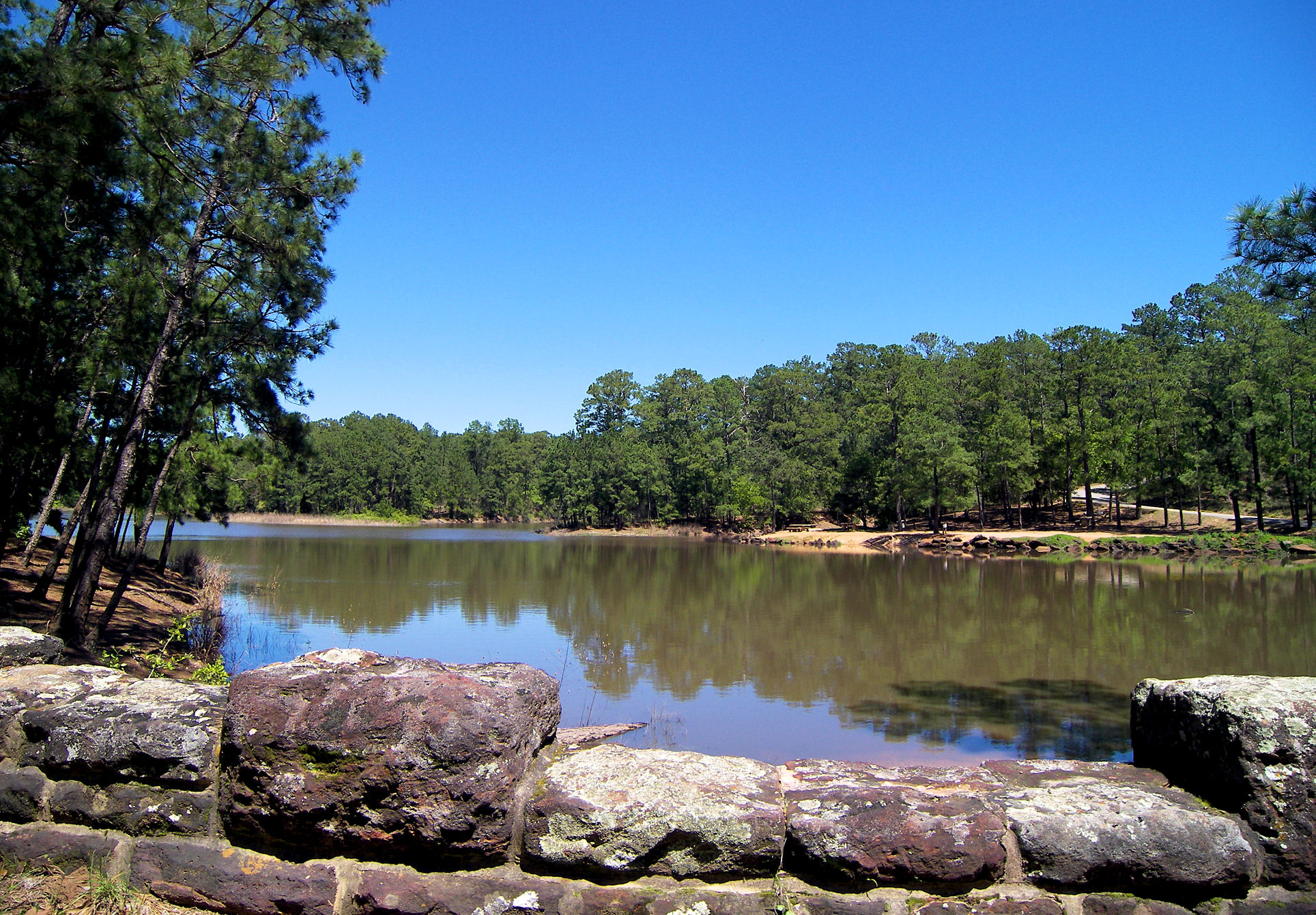
Bastrop State Park
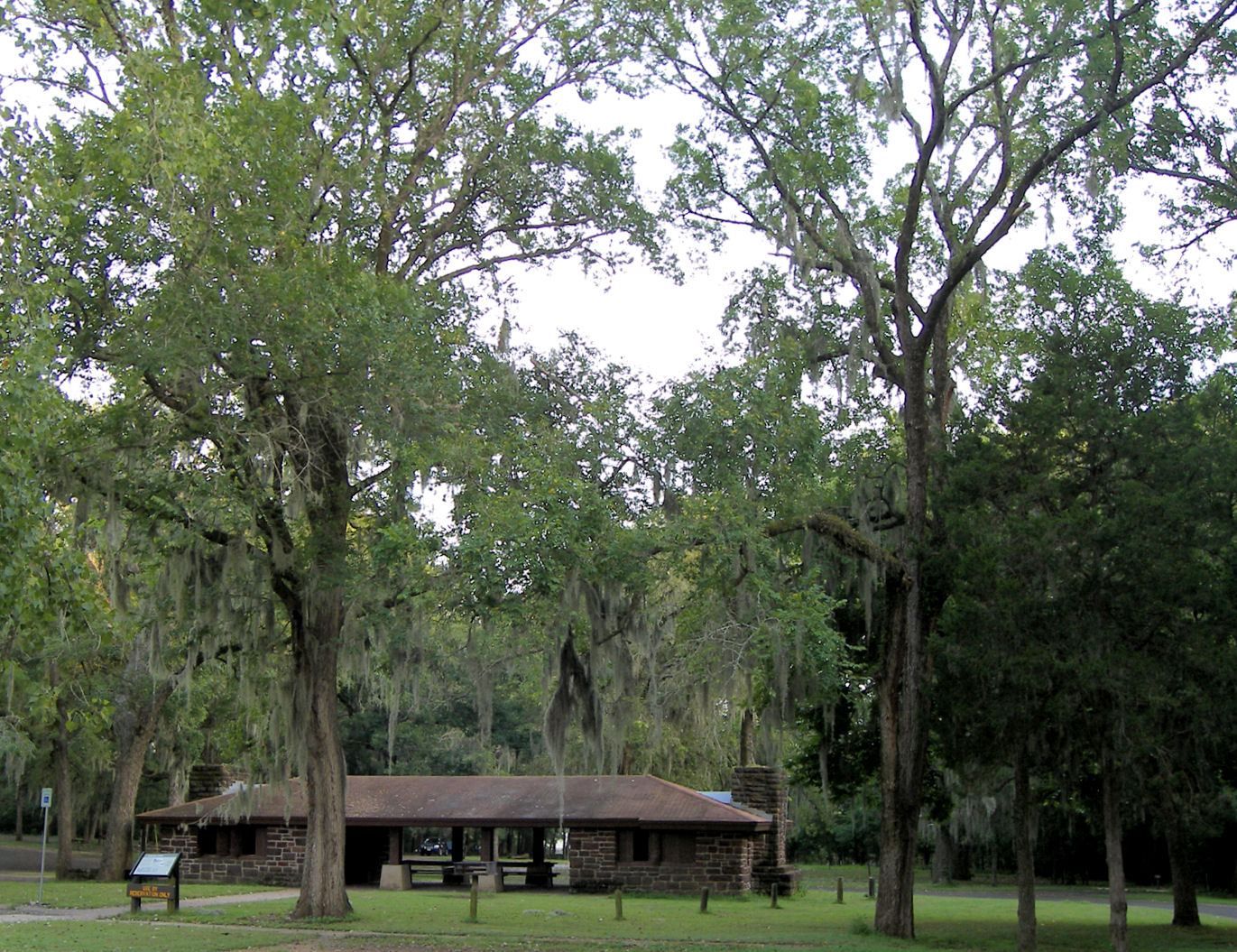
Buescher State Park
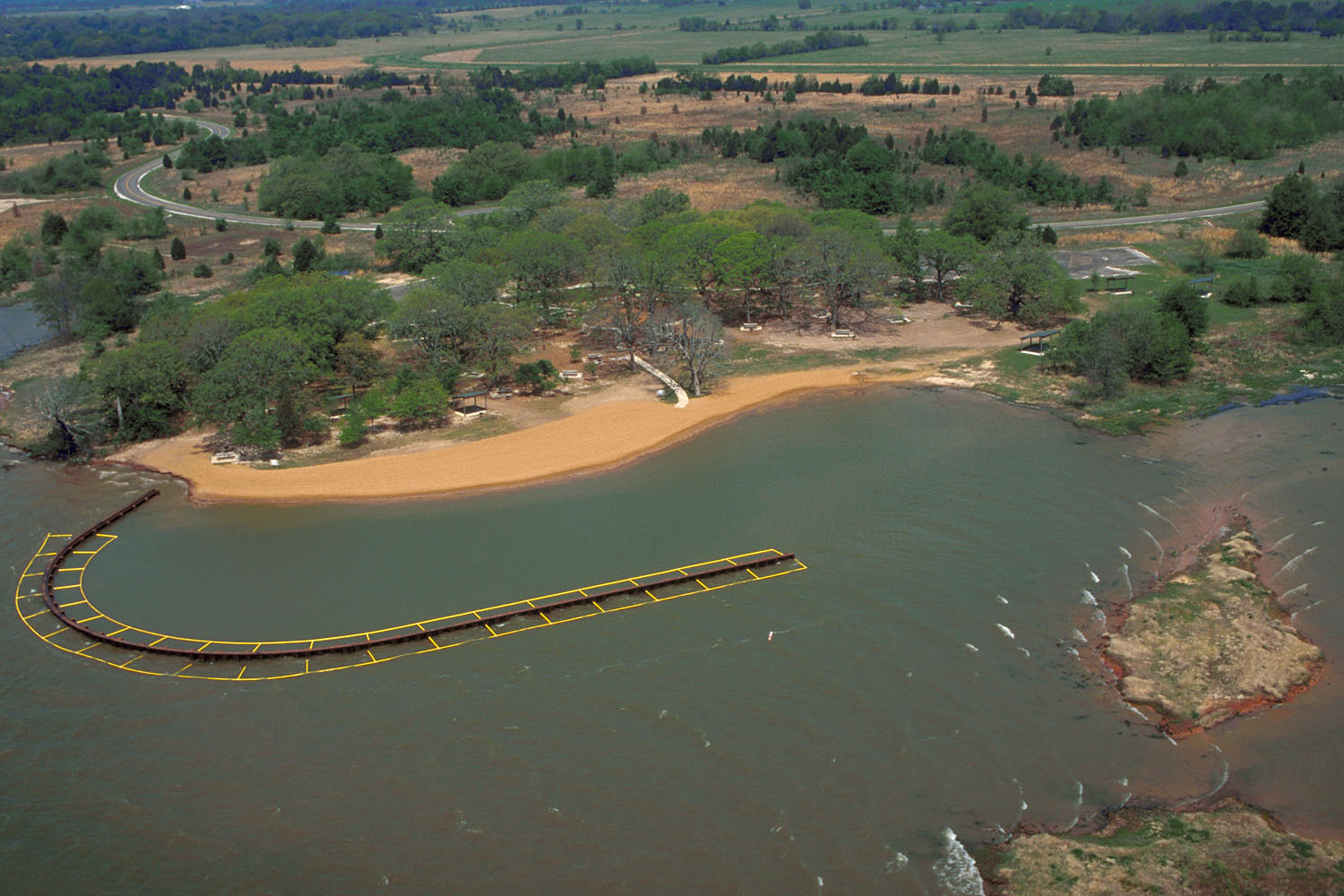
Cooper Lake State Park
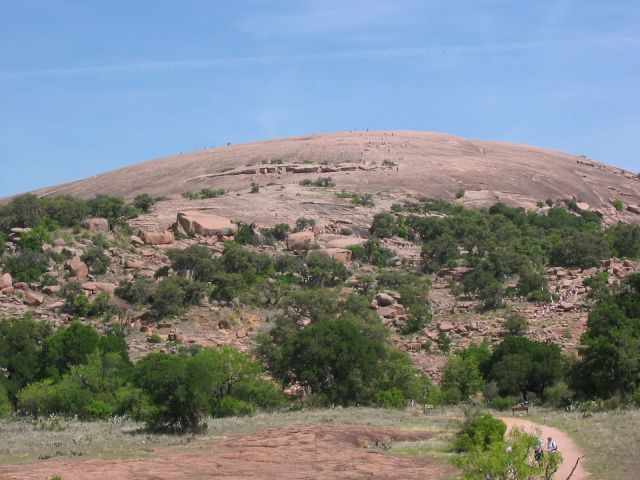
Enchanted Rock State Natural Area
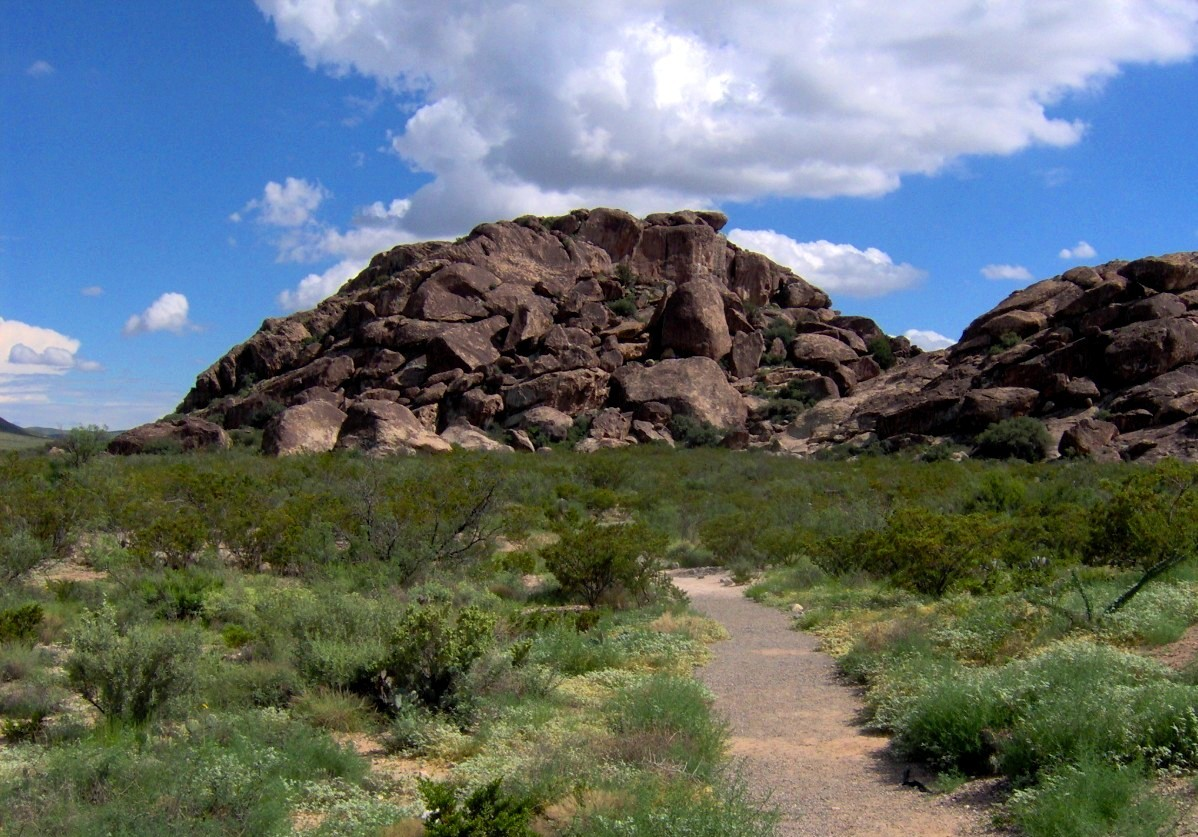
Hueco Tanks State Park and Historic Site
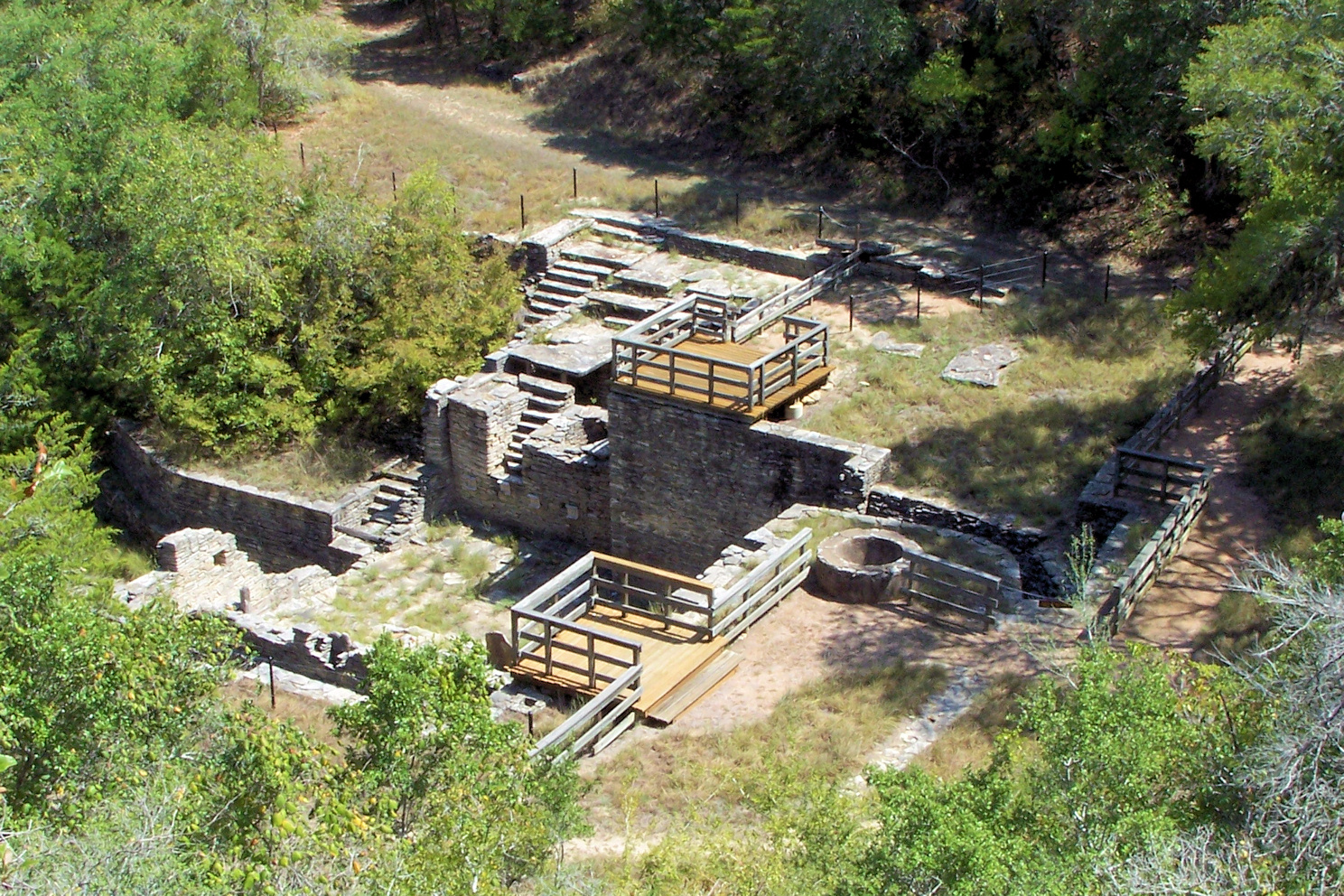
Kreische Brewery State Historic Site
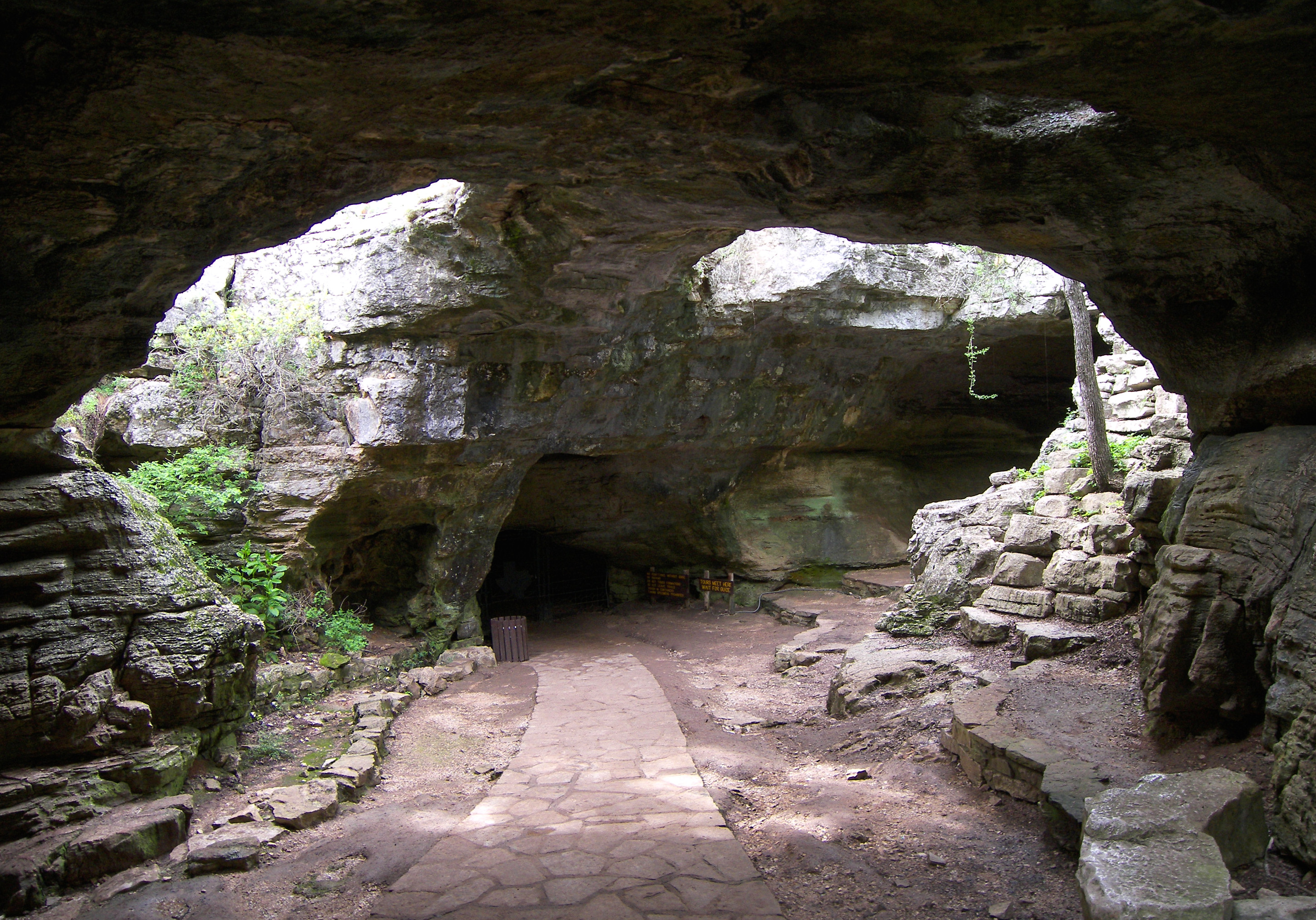
Longhorn Cavern State Park
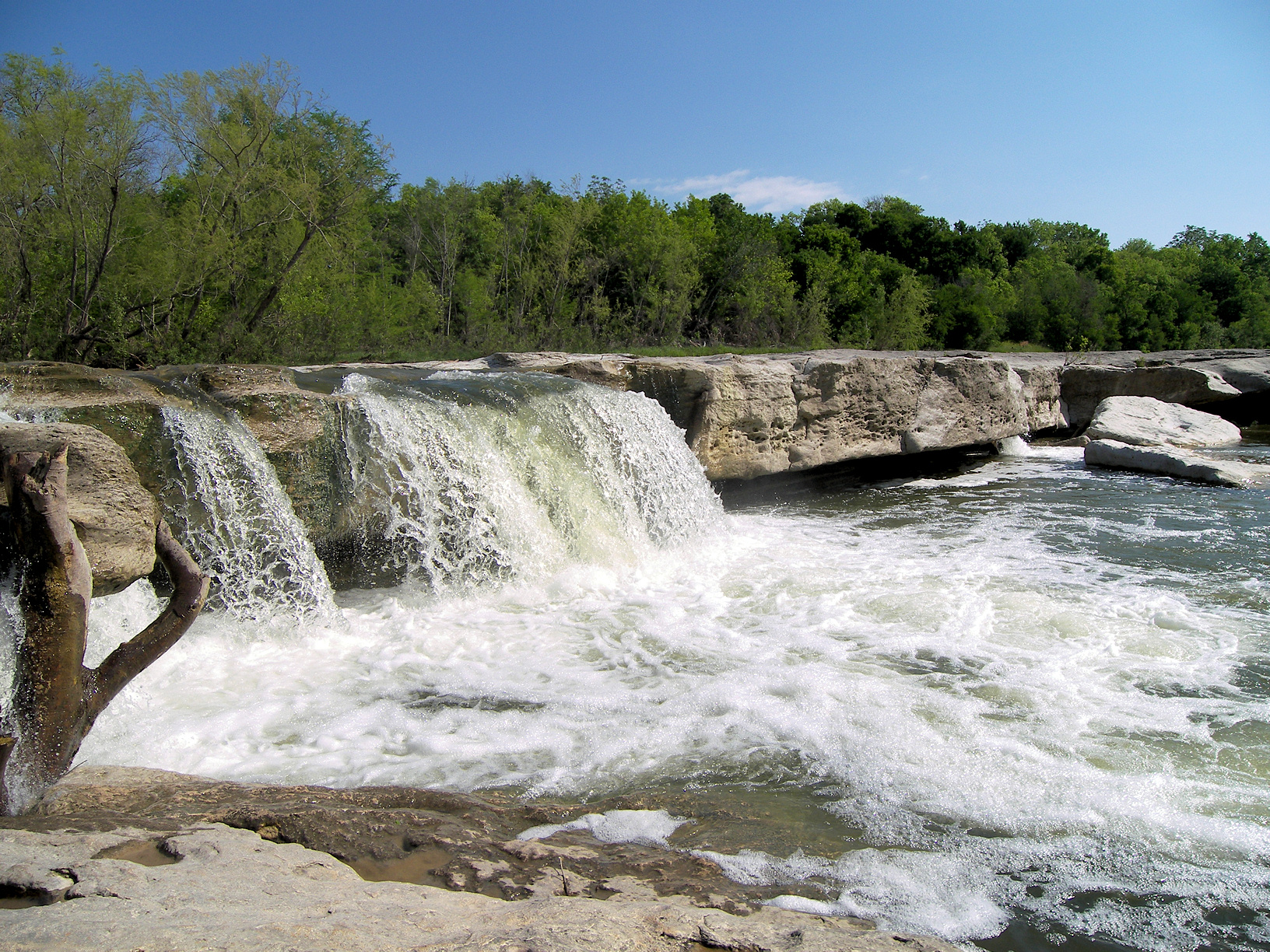
McKinney Falls State Park
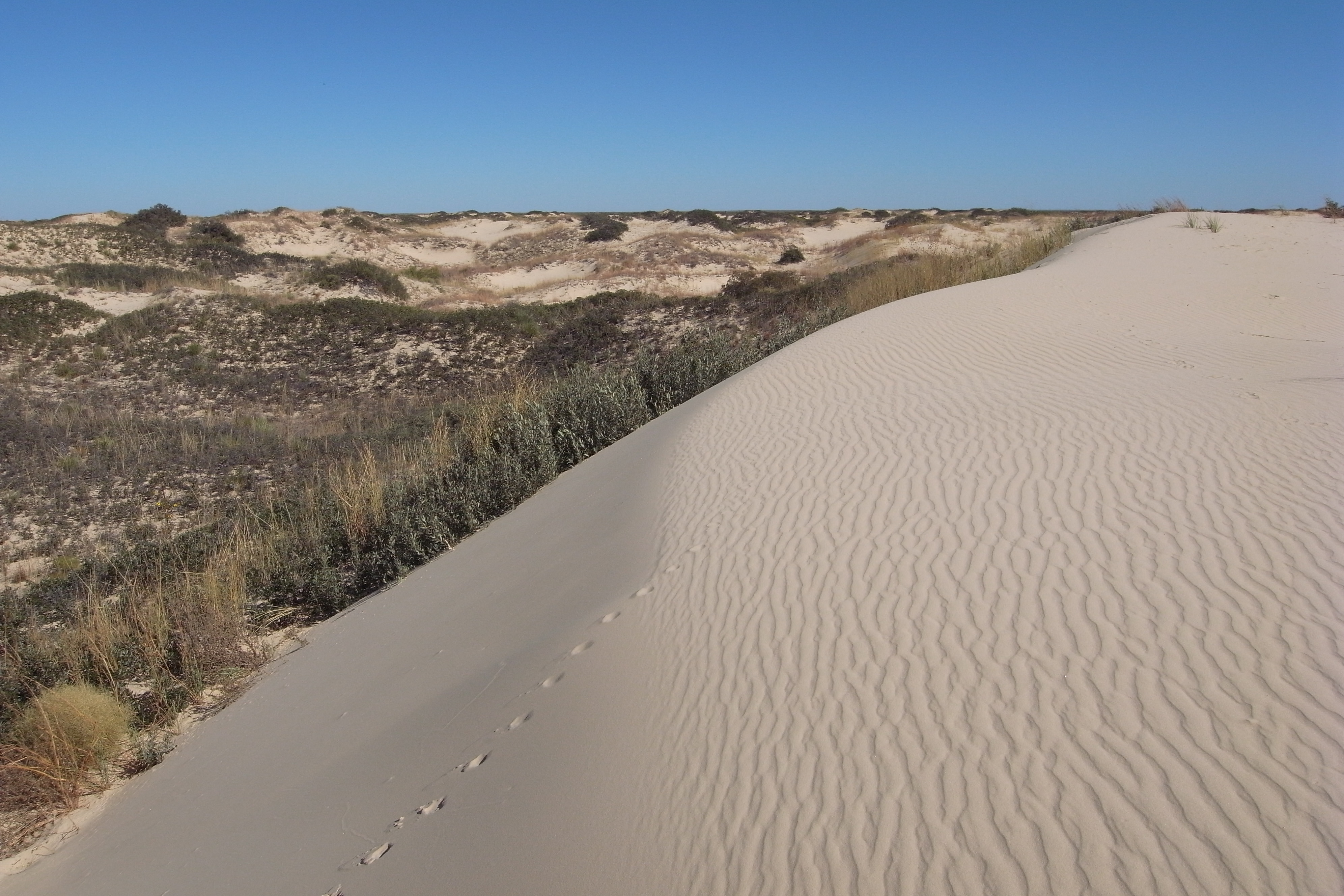
Monahans Sandhills State Park
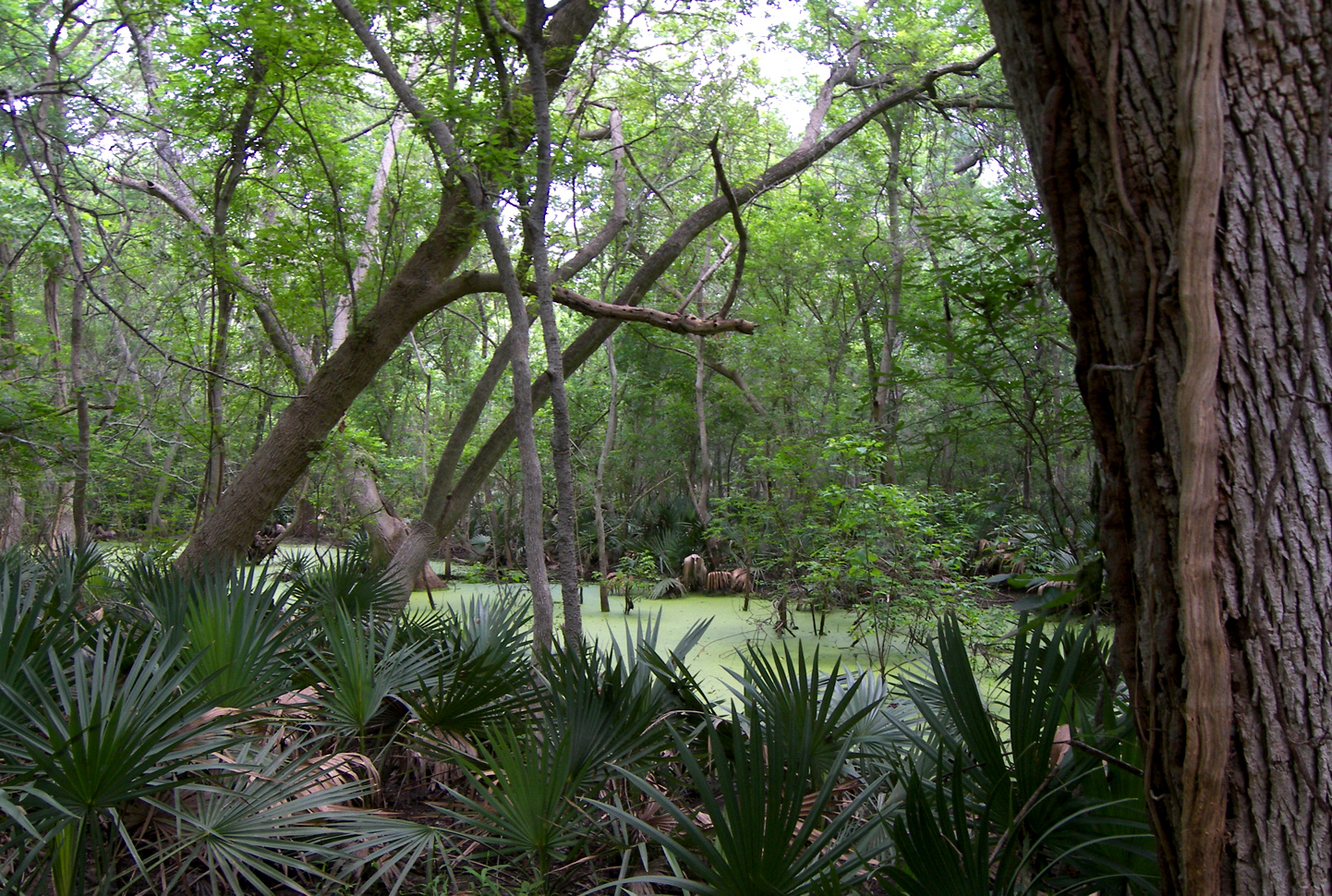
Palmetto State Park
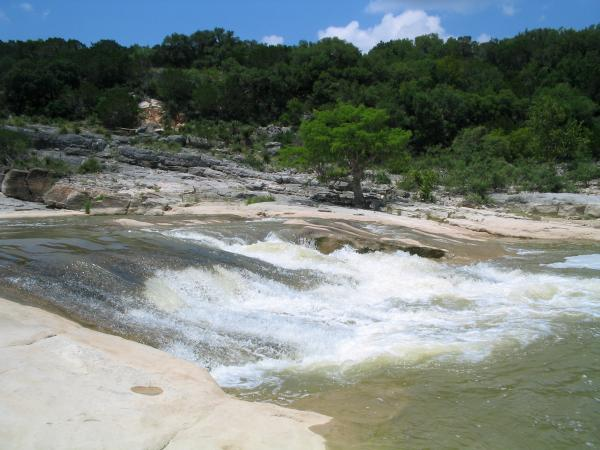
Pedernales Falls State Park
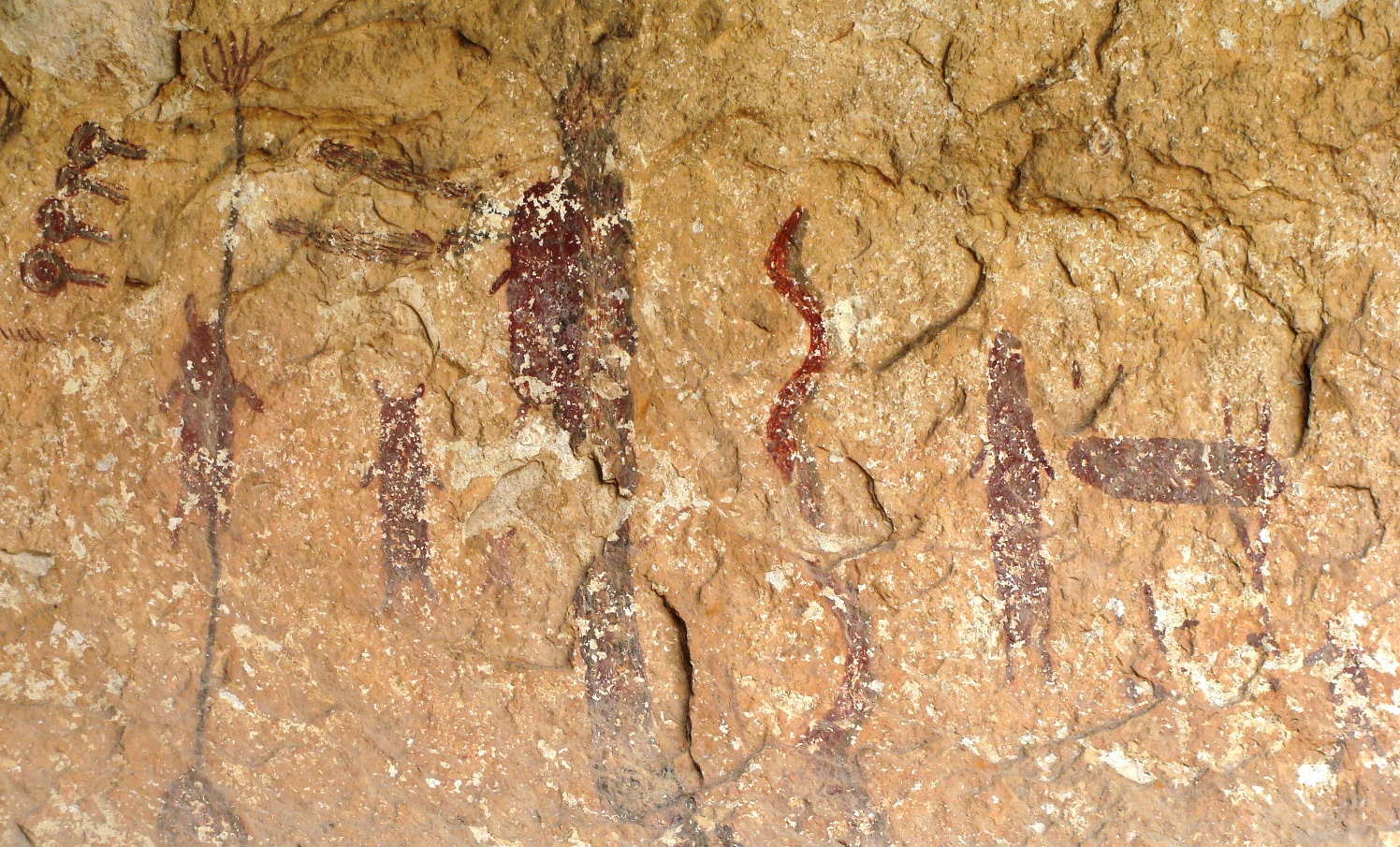
Seminole Canyon State Park and Historic Site
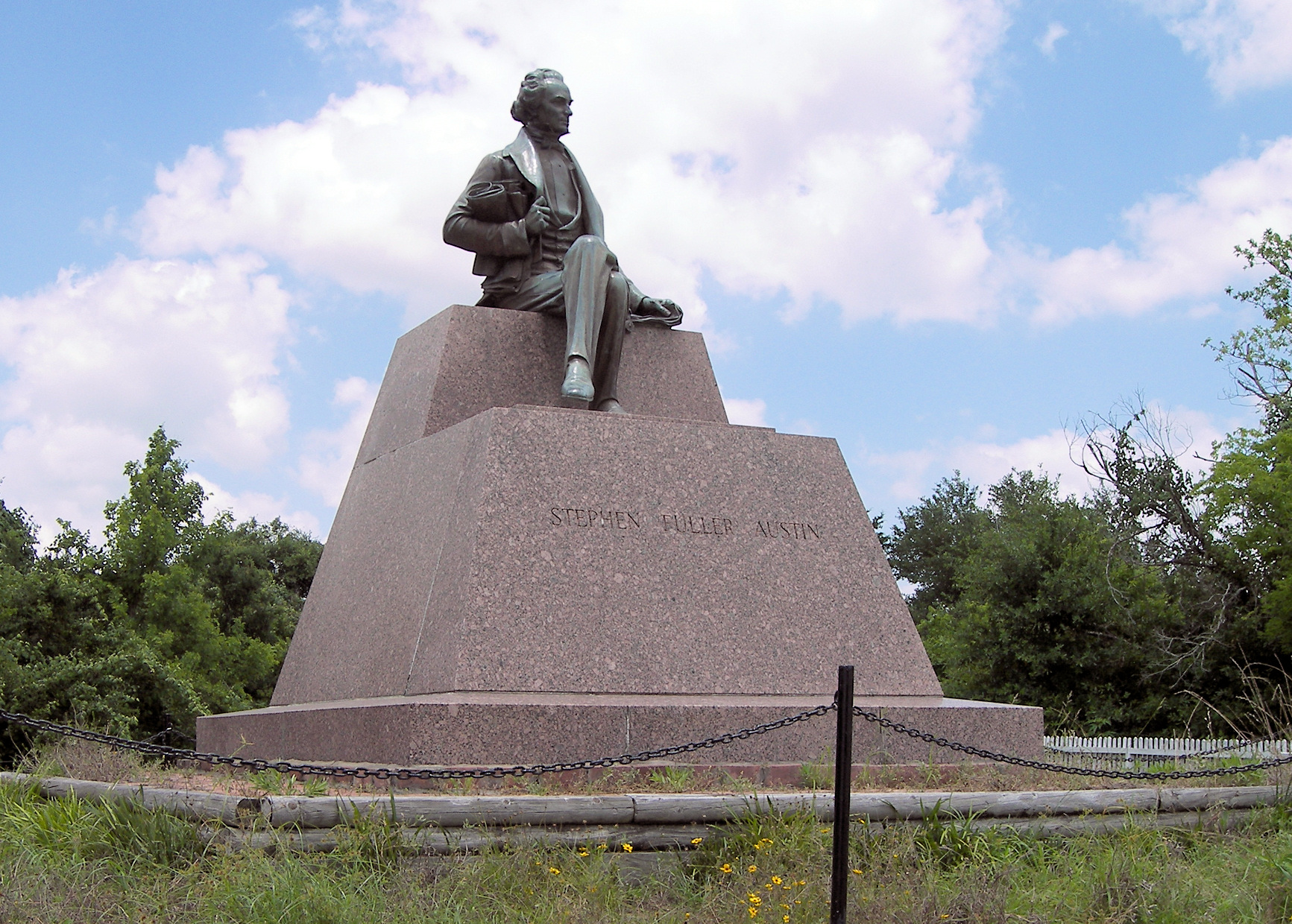
Stephen F. Austin State Park